# Thomas George Cowling
Thomas George Cowling, FRS, angleški astronom, * 17. junij 1906, Hackney, London, Anglija, † 16. junij 1990.